# Chandurbazar
Chandurbazar é uma cidade  no distrito de Amravati, no estado indiano de Maharashtra.

## Demografia
Segundo o censo de 2001, Chandurbazar tinha uma população de 17 635 habitantes. Os indivíduos do sexo masculino constituem 51% da população e os do sexo feminino 49%. Chandurbazar tem uma taxa de literacia de 79%, superior à média nacional de 59,5%; a literacia no sexo masculino é de 83% e no sexo feminino é de 75%. 13% da população está abaixo dos seis anos de idade.